# Automotive Cells Company
Pour les articles homonymes, voir ACC.
Automotive Cells Company (ACC) est une coentreprise française, créée en 2020 par le Groupe PSA (devenus Stellantis) et Total, rapidement devenue franco-allemande, en 2021, avec la participation de Mercedes-Benz. Le consortium développe et fabrique des batteries.
En février 2024, ACC planifie de construire trois gigafactories, à Douvrin, Kaiserslautern et Termoli. Chaque usine consisterait en quatre tranches identiques, d'une capacité unitaire de 8 GWh/an.
L'entreprise a ouvert l'usine pilote de batteries pour voitures électriques de Nersac en 2020, en Charente, pour tester et perfectionner ses processus de production, avant de lancer la construction de ses giga-usines (gigafactories), en commençant, en France, par celle de Billy-Berclau et de Douvrin, ouverte le 30 mai 2023. Le groupe a aussi ouvert un centre de recherche opérationnel mi-2021 à Bruges, près de Bordeaux.

## Histoire
Le projet d'une usine de batterie est soumis au débat public par la Commission Nationale du Débat Public (CNDP) du 25 février au 23 avril 2015.
Le 3 septembre 2020, le Groupe PSA de l'époque, Opel et la filiale de Total, Saft, signent un accord afin de créer la coentreprise Automotive Cells Company, dans le but de fabriquer à partir de 2023 des batteries d'accumulateurs pour véhicule électrique en Europe,,,.
Outre l'usine pilote de Nersac, une usine de batteries d'accumulateurs est construite sur les communes d, avec également un centre de recherche basé à Bruges, permettant la création de 1 400 à 2 000 emplois,. Trois autres usines sont prévues en Europe et en Amérique du Nord.
En septembre 2021, Mercedes-Benz rejoint le projet, devenant actionnaire à part égale avec Stellantis et TotalEnergies.
La société doit produire une nouvelle génération de batteries solides lithium-ion pour équiper quatre plateformes avec des autonomies variables : 500 km pour les segments A, B et C (citadines et compactes), 700 km pour les segments C et D (compactes et familiales) et 800 km pour les segments D et E (familiales et routières) ainsi que les utilitaires. Ces batteries pourront être couplées avec trois différents modèles de moteurs : l'EDM1 (70 kW, soit 95 ch), l'EDM2 (125 à 180 kW, soit 170 à 245 ch) et l'EDM3 (150 à 330 kW, soit 204 à 449 ch).
Le 30 mai 2023, l'usine de Douvrin est inaugurée. ACC prévoit que la production devrait réellement débuter en septembre-octobre, et que les premières batteries « fabriquées en France » devraient équiper les premières voitures de Stellantis en mai 2024. La deuxième usine d'ACC devrait entrer en fonctionnement en 2025 à Kaiserslautern en Allemagne, suivie en 2026 du site italien de Termoli. En 2030, ACC devra produire 120 GWh de batteries par an.
En février 2024, pour aider ACC à financer les quelque cinq milliards d'investissements des deux usines de Douvrin et Kaiserslautern, le montant des subventions accordées correspond à 1,3 milliard d’euros de fonds publics. Deux tiers sont apportés par la France et le reste l'est par l’Allemagne. Les constructeurs automobiles annoncent aussi vouloir augmenter leurs participations, Stellantis et Mercedes-Benz comptant au capital d'ici à fin mars 2024, atteignant respectivement 45 % et 30, la part de Saft, la filiale de TotalEnergies, devenant mécaniquement diluée à 25 %.
Ces usines sont implantées à proximité d'un site historique de construction automobile afin de bénéficier des ressources déjà en place tout en facilitant la reconversion du site.
En 2024, le marché s'orientant vers la technologie d'accumulateur lithium-fer-phosphate, les projets d'usine en Allemagne et en Italie sont suspendus.

## Usines

### Usine de Douvrin/Billy-Berclau
Situé dans l'ex-Bassin minier du Nord-Pas-de-Calais sur le territoire des communes de Douvrin et de Billy-Berclau (Pas-de-Calais, dans le Nord de la France), sur un site industriel construit, autrefois occupé par la société de la Française de Mécanique, dans le Parc d'activités Artois-Flandres, il est desservi par autoroute (via la Nationale 47) et potentiellement par voie navigable (Canal d'Aire à La Bassée). L'usine sera classée « Seveso seuil bas ». Une demande de dérogation au titre de l'article L.411-2 du code de l'environnement a été déposée.
Le « bloc no 1 » couvrira 34,4 hectares entièrement reconstruits : bâtiment de 61 000 mètres carrés (644 mètres de long et 100 mètres de large), et accès sur le site qui s'étend au total sur 100 hectares[réf. incomplète],. Il projette de fournir environ l'équivalent de 8 GWh de batteries (de quoi répondre à un tiers de l'équivalent des besoins en batterie de trois fois 75 000 et 150 000 véhicules électriques. Il devrait consommer 20 000 m3/an d'eau potable et 300 000 m3 d'eau industrielle (pompée dans le canal, avec des restrictions en cas de sécheresse) venant de la nappe de craie de la vallée de la Deûle.
La première tranche de l'usine de Douvrin/Billy-Berclau, inaugurée le 30 mai 2023, correspond à un investissement de 850 millions d’euros. Seulement 17 mois de travaux ont été nécessaires pour construire et équiper les 60 000 m2 d'atelier. La capacité de production de cette tranche correspond à la production de 56 000 cellules de batterie par jour, soit de quoi équiper 200 000 à 300 000 véhicules électriques chaque année. Chaque tranche, ou bloc, correspond à une capacité de production de 8 GWh/an. La montée en puissance de la production devrait durer jusqu'à fin 2024. À horizon 2030, trois blocs de production devraient être capables d'équiper 500 000 voitures à batterie, un quatrième étant envisageable. En fin 2023, les premières batteries sortent de l’usine, conformément au planning annoncé. Pour l'année 2024, la production n’équipera que 2 500 véhicules, ce qui est « très en deçà [des] objectifs ».

### Projet de Kaiserslautern
L'usine de Kaiserslautern devait reprendre le concept modulaire démarré à Douvrin, avec une capacité identique, soit quatre tranches d'une capacité unitaire de 8 GWh/an.

### Projet de Termoli
L'investissement prévu pour l'usine à Termoli est estimé à plus de deux milliards d'euros, dont au moins 250 millions doivent venir des fonds publics du plan de relance post-COVID de l'Union européenne. Mais, en 2024, la stagnation du marché des véhicules électriques convainc ACC à reconsidérer la technologie des accumulateurs NMC, pour revenir au lithium-fer-phosphate, moins performant mais plus économique,.
Le 17 septembre 2024, le gouvernement italien constatant les hésitations d'ACC et la mise en sommeil du projet italien, décide de réallouer les subventions décidées.
Le 17 février 2025, Stellantis annonce que l'usine de Termoli fabriquera la transmission électrifiée eDCT, en complément des sites de Metz et de Mirafiori. Reprenant la déclaration du PDG de total Patrick Pouyanné, « Il est préférable de concentrer les efforts sur une usine plutôt que sur trois », les commentateurs y voient la confirmation de l'abandon du projet de Gigafactory à Termoli.